# Joseph LaBate
Joseph Labate, född 16 april 1993, är en amerikansk professionell ishockeyforward som spelar för Belleville Senators i AHL.
Han har tidigare spelat på NHL-nivå för Vancouver Canucks och på lägre nivåer för Utica Comets i AHL och Wisconsin Badgers (University of Wisconsin–Madison) i NCAA.
Labate draftades i fjärde rundan i 2011 års draft av Vancouver Canucks som 101:a spelare totalt.
Den 20 augusti 2018 skrev han på ett ettårskontrakt med AHL-klubben Belleville Senators.

## Statistik
| 2009–2010   | Team Southeast         | USHS-MN     | 23  | 11 | 7  | 18 | 24  | — | — | — | — | — |
|             | Academy of Holy Angels | USHS-MN     | 25  | 29 | 29 | 58 | 26  | 2 | 0 | 1 | 1 | 2 |
| 2010–2011   | Team Southeast         | USHS-MN     | 5   | 2  | 6  | 8  | 2   | 3 | 4 | 2 | 6 | 0 |
|             | Academy of Holy Angels | USHS-MN     | 25  | 27 | 22 | 49 | 42  | 1 | 2 | 1 | 3 | 0 |
| 2011–2012   | Wisconsin Badgers      | NCAA        | 37  | 5  | 15 | 20 | 24  | — | — | — | — | — |
| 2012–2013   | Wisconsin Badgers      | NCAA        | 41  | 9  | 14 | 23 | 51  | — | — | — | — | — |
| 2013–2014   | Wisconsin Badgers      | NCAA        | 37  | 11 | 11 | 22 | 22  | — | — | — | — | — |
| 2014–2015   | Wisconsin Badgers      | NCAA        | 35  | 6  | 12 | 18 | 46  | — | — | — | — | — |
|             | Utica Comets           | AHL         | 2   | 0  | 0  | 0  | 2   | — | — | — | — | — |
| 2015–2016   | Utica Comets           | AHL         | 66  | 10 | 10 | 20 | 79  | 4 | 0 | 1 | 1 | 6 |
| 2016–2017   | Vancouver Canucks      | NHL         | 13  | 0  | 0  | 0  | 21  | — | — | — | — | — |
|             | Utica Comets           | AHL         | 38  | 6  | 10 | 16 | 80  | — | — | — | — | — |
| 2017–2018   | Utica Comets           | AHL         | 39  | 6  | 5  | 11 | 87  | — | — | — | — | — |
| 2018–2019   | Belleville Senators    | AHL         | —   | —  | —  | —  | —   | — | — | — | — | — |
| NHL totalt  | NHL totalt             | NHL totalt  | 13  | 0  | 0  | 0  | 21  | — | — | — | — | — |
| AHL totalt  | AHL totalt             | AHL totalt  | 145 | 22 | 25 | 47 | 248 | 4 | 0 | 1 | 1 | 6 |
| NCAA totalt | NCAA totalt            | NCAA totalt | 150 | 31 | 52 | 83 | 143 | — | — | — | — | — |